# Otariinae
Otariinés, Otaries à jarre, Lions de mer
Pour les articles homonymes, voir Lion (homonymie).
Sous-famille
Les Otariinés (Otariinae) sont une sous-famille de mammifères marins appartenant à la famille des Otariidae, dans l'ordre des carnivores. Ses membres sont appelés lions de mer ou otaries à jarre, par opposition aux « otaries à fourrure », qui forment la sous-famille des Arctocephalinae.

## Taxonomie
Ce taxon est considéré comme invalide par le Système d'information taxonomique intégré (ITIS) qui ne reconnaît aucune sous-famille aux Otariidae.

## Liste des espèces
- genre Eumetopias Gill, 1866
  - Eumetopias jubatus (Schreber, 1776) - Lion de mer de Steller
- genre Neophoca Gray, 1866
  - Neophoca cinerea (Péron, 1816) - Lion de mer australien
- genre Otaria Péron, 1816
  - Otaria flavescens (Shaw, 1800) - Otarie à crinière ou Lion marin
- genre Phocarctos Peters, 1866
  - Phocarctos hookeri (Gray, 1844) - Lion de mer de Nouvelle-Zélande
- genre Zalophus Gill, 1866
  - Zalophus californianus (Lesson, 1828) - Otarie de Californie
  - Zalophus japonicus (Peters, 1866) - Lion de mer du Japon Nihon ashika (espèce disparue en 1970)[1]
  - Zalophus wollebaeki Sivertsen, 1953 - Otarie des Galápagos

## Relations avec les humains
En juillet 2023, des lions de mer qui marquaient leur territoire ont chargé des êtres humains sur une célèbre plage de San Diego (Californie), face à un "tourisme invasif", causé par des touristes venus prendre des photos des lions de mer et de leurs petits, un type de rencontre pas rare dans cette région l'été et dangereux car ces animaux ont des "dents et griffes acérées". La National Oceanic and Atmospheric Administration (NOAA) conseille un distance de 90 mètres minimum , pour ne pas "perturber des comportements essentiels, tels que le repos, l'alimentation, l'allaitement ou la reproduction".

## Protections et droit
Les lions de mer sont une espèce protégée par la loi fédérale de Californie, qui rend illégal de les harceler ou de les nourrir,.

## Dans la culture
- André, mon meilleur copain, film américain de George Miller, sorti en 1994 ; André est le nom d'une otarie.
- Les Chasseurs de baleines (titre original : The Sea Lion, littéralement, L'Otarie), film américain de Rowland V. Lee, sorti en 1921.
- The Terrible Sea Lion (« La Terrible Otarie »), un épisode de Wondermark (en), bande dessinée en ligne de David Malki, publiée en 2014 ; de là vient le néologisme sealioning, désignant une forme de trollage ou de harcèlement[4].
- Les Otaries, chanson du groupe Arne Vinzon[5]